# Acropora donei
Acropora donei е вид корал от семейство Acroporidae. Възникнали са преди около 0,0117 млн. години по времето на периода кватернер. Видът е световно застрашен, със статут Уязвим.

## Разпространение и местообитание
Разпространен е в Австралия, Американска Самоа, Вануату, Виетнам, Джибути, Йемен, Индия, Индонезия, Камбоджа, Кирибати, Малайзия, Маршалови острови, Мианмар, Микронезия, Науру, Нова Каледония, Палау, Папуа Нова Гвинея, Провинции в КНР, Самоа, Сингапур, Соломонови острови, Сомалия, Тайван, Тайланд, Тувалу, Уолис и Футуна, Фиджи, Филипини, Шри Ланка и Япония.
Среща се на дълбочина от 2 до 11 m, при температура на водата от 25,5 до 27,4 °C и соленост 34,8 – 35,2 ‰.

## Описание
Популацията им е намаляваща.